# Kent-Olle Johansson
Kent-Olle Tommy Johansson (* 18. listopadu 1960 Simrishamn, Švédsko) je bývalý švédský zápasník, reprezentant v zápase řecko-římském. V roce 1984 vybojoval na olympijských hrách v Los Angeles stříbrnou medaili ve váhové kategorii do 62 kg.